# 始興陵谷站
始興陵谷站（：／ Siheung Neunggok yeok */?）是首都圈電鐵西海線沿線的一座地下車站，位於韓國京畿道始興市陵谷洞。未來廣域鐵道新安山線通車後，本站將成為兩線共線區間的沿線車站。

## 車站結構
站體為2面2線側式月台的地下車站，候車月台設有月台幕門，並有4處出口。

### 月台配置
| ↑ 始興市廳 |
| \| 下      |
| 達美 ↓     |

| 月台 | 路線              | 目的地               |
| ---- | ----------------- | -------------------- |
| 上行 | ●首都圈電鐵西海線 | 始興市廳、素砂方向   |
| 下行 | ●首都圈電鐵西海線 | 達美、草芝、元時方向 |

## 歷史
- 2018年6月16日：落成啟用。

## 車站周邊
- 始興陵谷高校、中學
- 始興陵谷初等學校
- 中央公園
- 勝地公園
- 永慕齋公園
- 始興警察署
- 始興都市公社
- 始興市車輛登記事務所
- 始興市綜合老人福祉館
- 陵谷圖書館
- 陵谷派出所
- 始興陵谷洞史前遺址（朝鲜语：시흥 능곡동 선사유적）
- 國民健康保險公團（朝鲜语：국민건강보험공단）始興支社

## 圖片

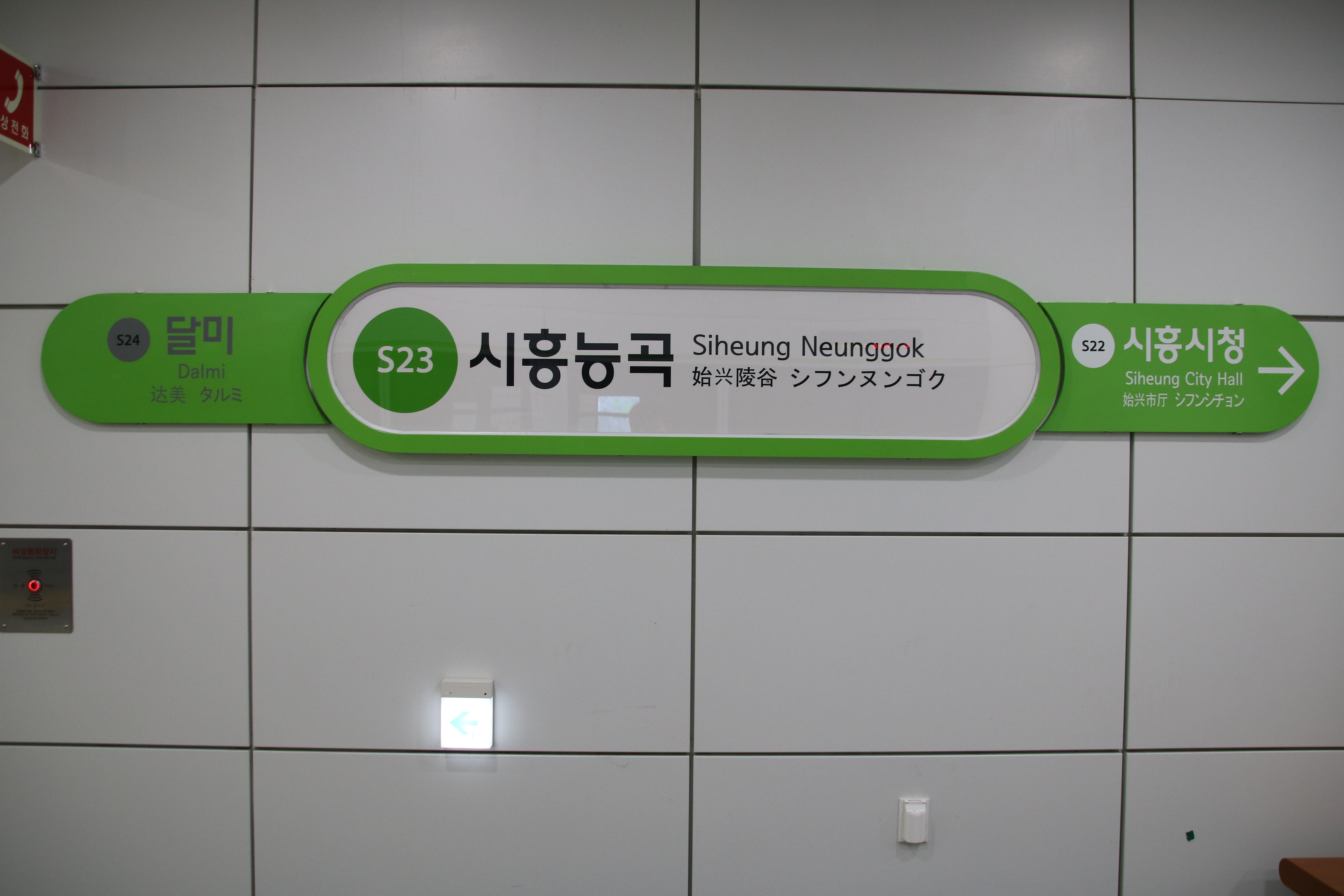
站名牌
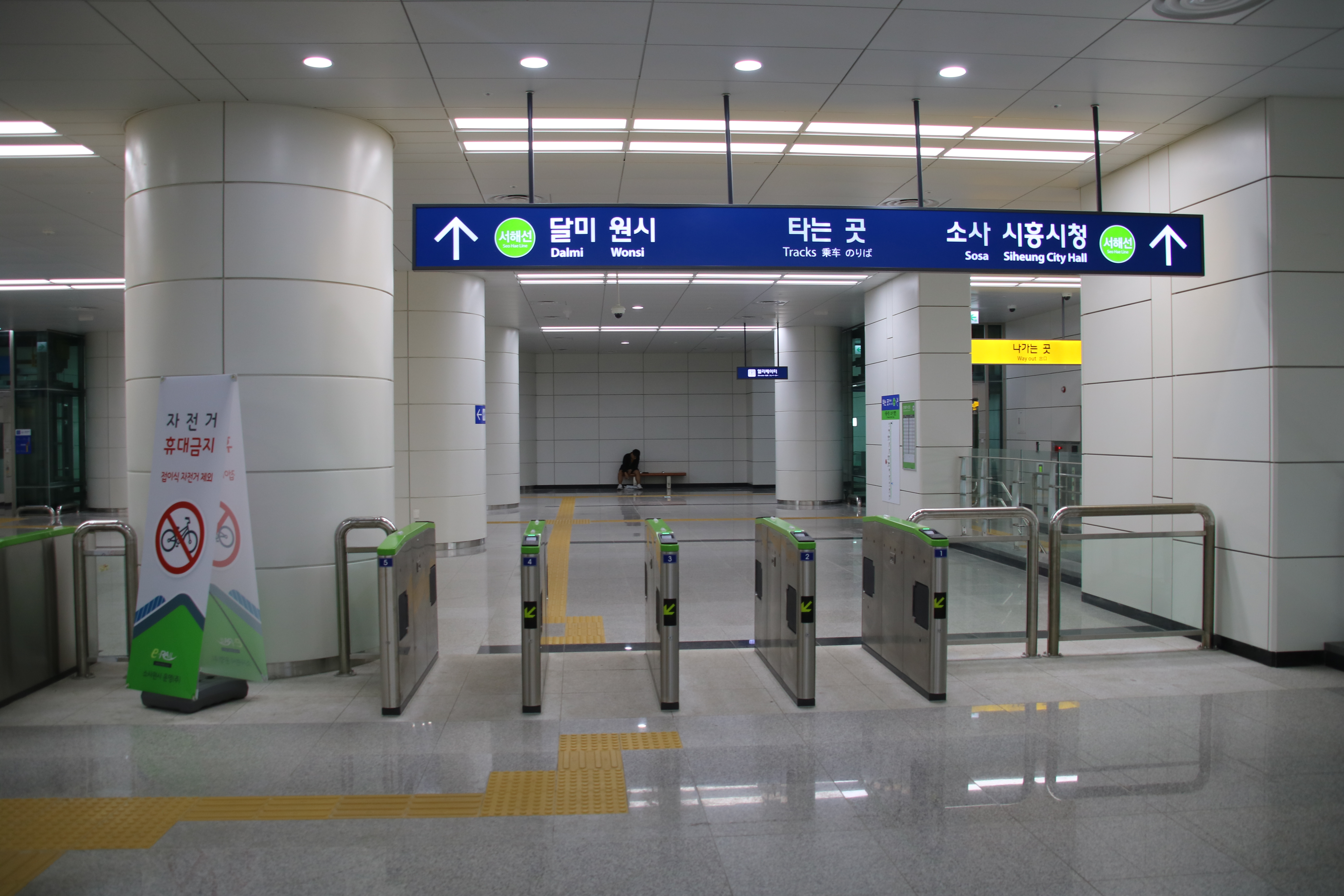
剪票閘口
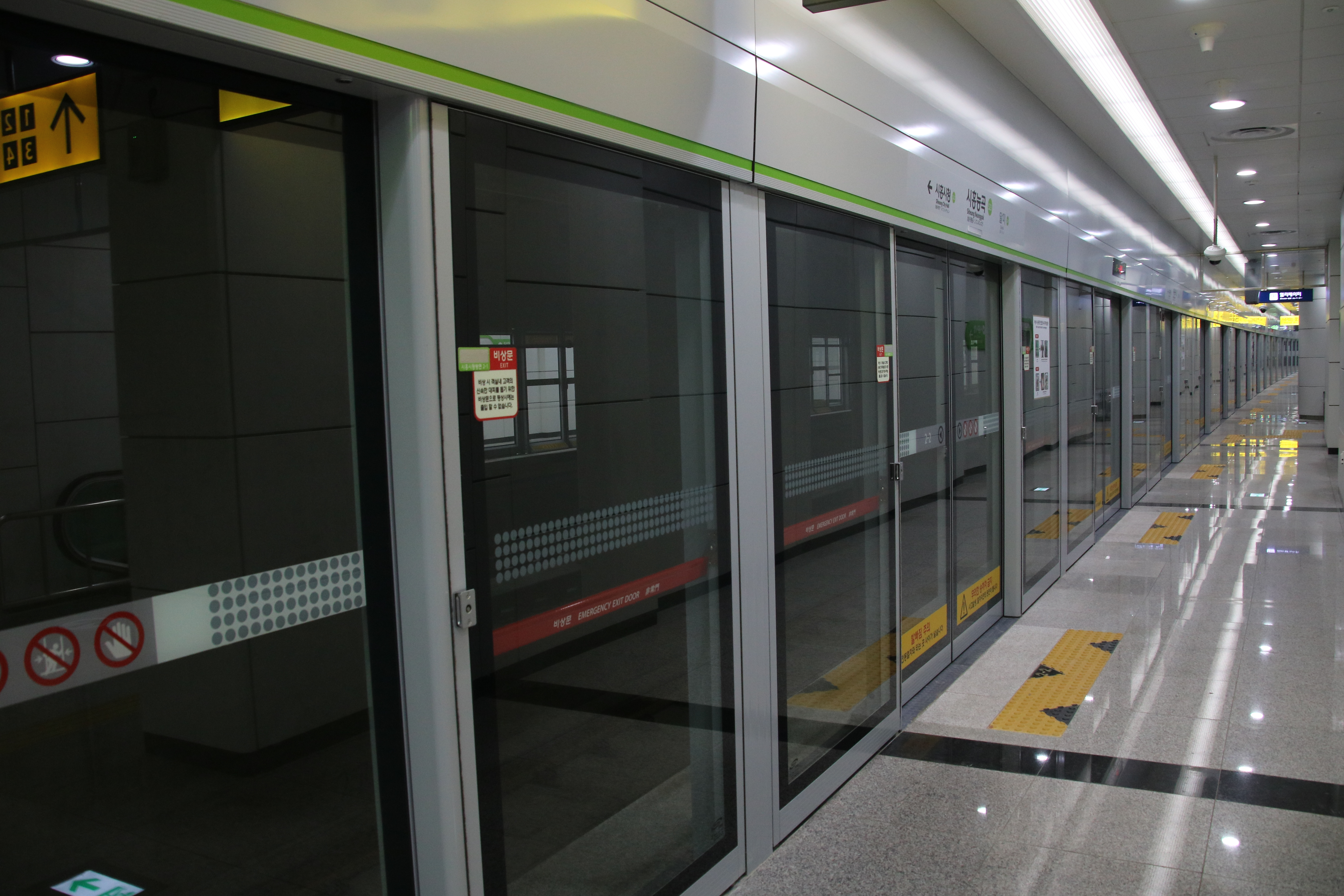
候車月台
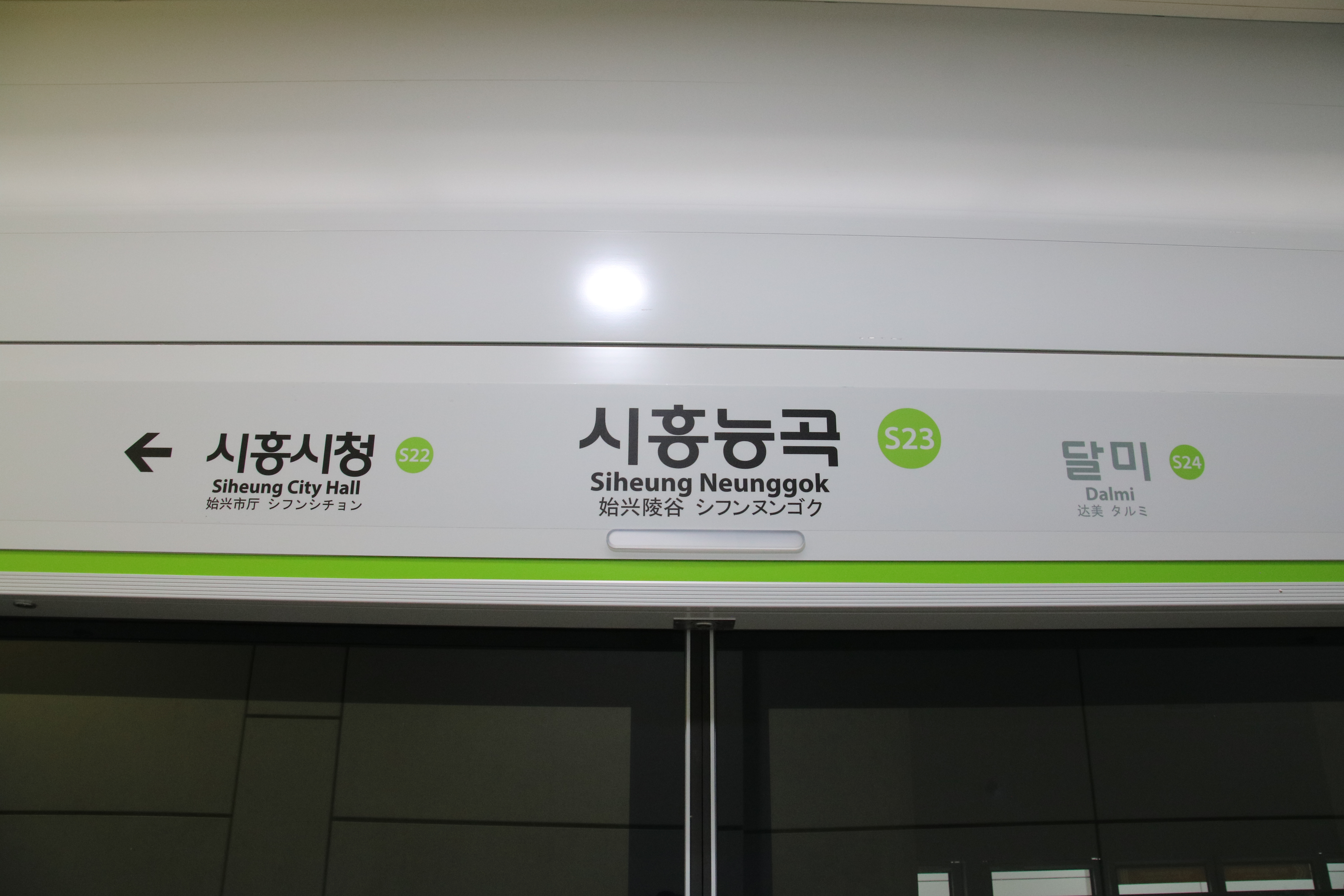
月台門資訊板
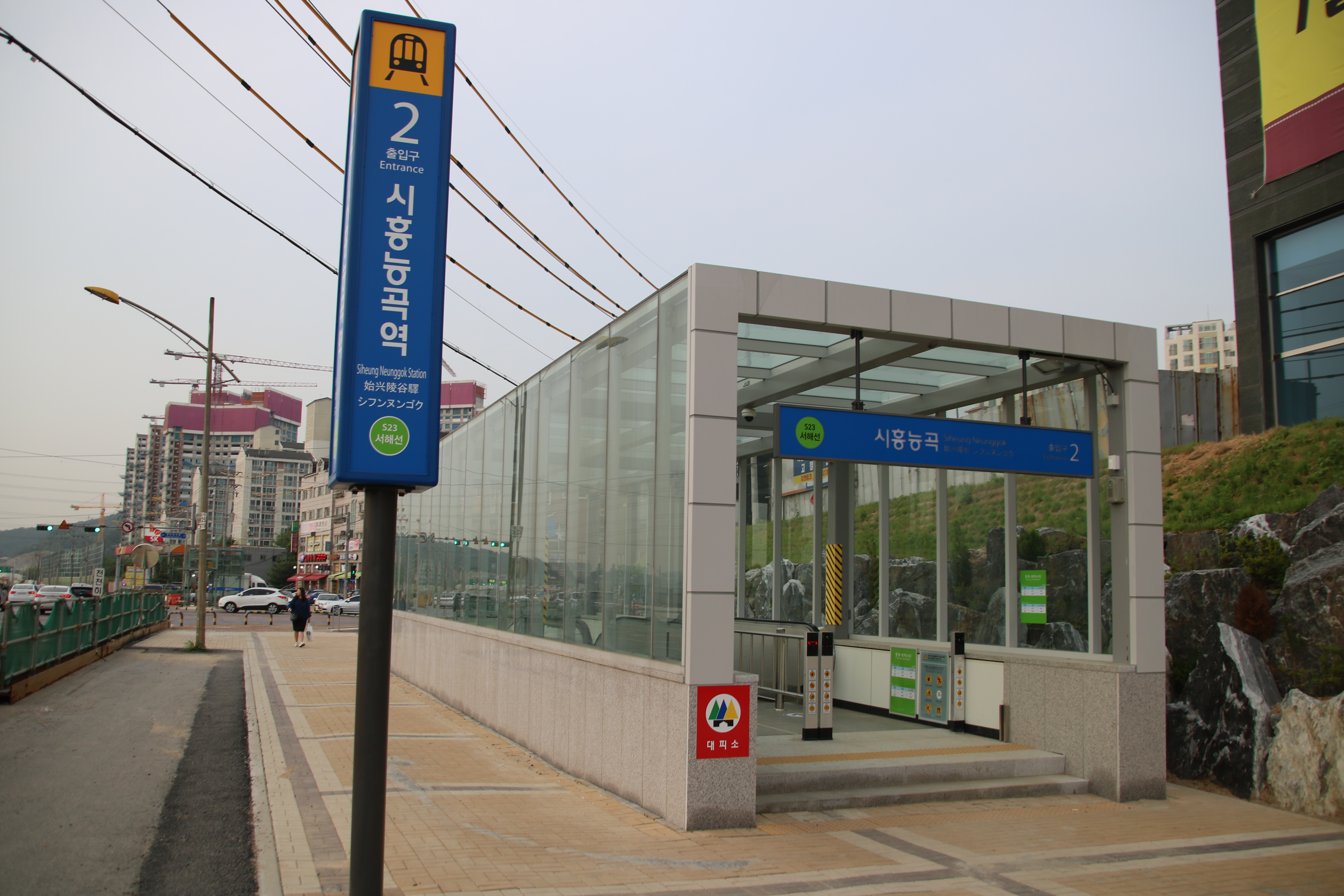
2號出口

## 相鄰車站
韓國鐵道公社
●首都圈電鐵西海線
始興市廳（S22）－始興陵谷（S23）－達美（S24）